# Hemibates stenosoma
Hemibates stenosoma ist eine afrikanische Buntbarschart, die endemisch im ostafrikanischen Tanganjikasee vorkommt.

## Merkmale
Hemibates stenosoma ist langgestreckt, seitlich stark abgeflacht und kann eine Maximallänge von 27 cm erreichen. Farblich weist die Art einen ausgesprochenen Sexualdimorphismus auf. Die Weibchen sind gleichmäßig silbrig, die Männchen besitzen auf silbrigem Untergrund schwarze, in drei Längsbändern angeordnete Flecken, die vor allem auf dem hinteren Körperabschnitt sowie auf der Schwanzflosse deutlich sind. Kehle, Bauchflossen und Afterflosse sind schwarz. Die Afterflosse zeigt einige Eiflecke. Die Augen sind relativ groß, das Maul ist oberständig.

## Lebensweise
Hemibates stenosoma lebt in Tiefen von 5 bis 100 Metern über schlammigen Böden. Er ist ein Maulbrüter und ein gefräßiger, piscivorer Raubfisch, der auch relativ große Beutefische herunterschlucken kann.

## Systematik
Die Art wurde 1901 durch den belgisch-britischen Zoologen George Albert Boulenger als Paratilapia stenosoma beschrieben und 1920 vom amerikanischen Ichthyologen Charles Tate Regan in die Gattung Hemibates gestellt. Die Gattungsbezeichnung Hemibates setzt sich aus dem griechischen hemi „halb“ und bates zusammen und soll die Verwandtschaft und Ähnlichkeit zur Gattung Bathybates deutlich machen. Das Art-Epitheton stenosoma bedeutet „schmaler Körper“ (stenos „eng, schmal“, soma „Körper“). Bis zur Beschreibung von Hemibates koningsi im August 2017 war Hemibates stenosoma die einzige Art der Gattung. Zusammen mit einigen anderen piscivoren Buntbarschen gehört die Gattung zur Tribus Bathybatini.